# Lúcio Vale
Lúcio Dutra Vale (Manhuaçu, 27 de dezembro de 1972) é um político brasileiro, atualmente conselheiro do Tribunal de Contas dos Municípios do Estado do Pará. Anteriormente, foi deputado federal, eleito pelo Partido do Movimento Democrático Brasileiro (PMDB), e vice-governador do Estado do Pará, eleito pelo Partido Liberal (PL), na chapa de Helder Barbalho.

## Biografia
Lúcio Vale nasceu em Manhuaçu, Minas Gerais, filho de Ana Dutra de Souza Vale e Anivaldo Juvenil Vale, mas mudou-se para a cidade de Capitão Poço, no estado do Pará, aos dois anos de idade. Seu pai, Anivaldo Vale, foi secretário executivo do Ministério dos Transportes e também deputado federal do Pará por três legislaturas consecutivas. A primeira legislatura, entre 1995 e 1999, enquanto filiado ao Partido Progressista Reformador (PPR) e, as duas últimas, de 1999 a 2003 e, de 2003 a 2007, pelo Partido da Social Democracia Brasileira (PSDB).
Durante a adolescência, Lúcio Vale trabalhou como menor auxiliar de serviços gerais no Banco do Brasil e, já durante a juventude, chegou a cursar Ciências contábeis, durante alguns anos, na Universidade Cândido Mendes, Rio de Janeiro. Em 2003, Lúcio Vale graduou-se em administração de empresas pela Universidade Paulista (UNIP) na cidade de Brasília e, em 2005, especializou-se em gestão pública na Universidade da Amazônia (UNAMA), em Belém do Pará.

## Trajetória e atuação política
Em 2001, Lúcio Vale filiou-se ao Partido Social Trabalhista (PST) e, após uma breve passagem pelo Partido Liberal (PL) em 2003, filiou-se ao PSDB e permaneceu até o ano de 2005, quando atuou como diretor geral da Secretaria Municipal de Saúde e da Secretaria Municipal de Administração da cidade de Belém, ambas na primeira administração de Duciomar Costa (2005 a 2009). Ainda em 2005, mudou para o Partido do Movimento Democrático Brasileiro (PMDB), sigla em que foi eleito deputado federal no ano seguinte (2006). Em 1 de fevereiro de 2007, Lúcio Vale recebeu a medalha Mérito Legislativo Newton Miranda da Assembleia Legislativa do Pará e, no mesmo ano, migrou para o Partido da República (PR), atualmente conhecido como Partido Liberal (2006), tornando-se o vice-líder em março de 2008.
Nas eleições de 2010, Lúcio Vale foi candidato à reeleição como deputado federal pelo estado do Pará pela coligação Acelera Pará composta pelo Partido dos Trabalhadores (PT), Partido da República (PR), Progressistas (PP), Partido Trabalhista Brasileiro (PTB), Partido Social Cristão (PSC), Partido Humanista da Solidariedade (PHS), Partido Trabalhista Nacional (PTN), Partido Trabalhista do Brasil (PTdoB) e Partido Trabalhista Cristão (PTC). Alcançando a soma de 142.116 votos (o equivalente a 4,15% dos votos válidos), conseguiu se eleger à 54.ª legislatura na Câmara dos Deputados.
Em 2014, Lúcio Vale foi eleito deputado federal pela terceira vez, tomando posse à 55.ª legislatura (2015-2019), pelo Partido da República. No início de sua gestão como deputado federal, Lúcio Vale integrou como titular as Comissões do Desenvolvimento Econômico, Industrial e Comércio, de Exploração de Recursos das Terras Indígenas e de Limite de Despesa com pessoal. Uma de suas atuações importantes na câmara dos deputados, foi o posicionamento favorável à prorrogação da Contribuição Provisória sobre Movimentação Financeira (CPMF), em outubro de 2007, e pela sua recriação, em junho de 2008. Além disso, Lúcio Vale também destacou-se por votar contra a admissibilidade do processo de impeachment da ex-presidente Dilma Rousseff. Já durante o Governo Michel Temer, votou a favor da PEC do Teto dos Gastos Públicos.
Ainda sobre sua atuação na câmara dos deputados, em abril de 2017, Lúcio Vale se mostrou favorável à Reforma Trabalhista. Já em agosto do mesmo ano, votou contra o processo em que se pedia abertura de investigação do presidente Michel Temer, ajudando a arquivar a denúncia do Ministério Público Federal. Pouco tempo depois, na sessão do dia 25 de outubro de 2017, Lúcio Vale votou contra o prosseguimento da investigação do então presidente Michel Temer, acusado pelos crimes de obstrução de Justiça e organização criminosa. O resultado da votação livrou o ex-presidente de uma investigação por parte do Supremo Tribunal Federal (STF).
Já nas eleições de 2018, Lúcio Vale foi candidato ao cargo de vice-governador do estado do Pará na chapa encabeçada por Helder Barbalho pela coligação O Pará daqui pra frente, composta pelos partidos: Movimento Democrático Brasileiro (MDB), Partido da República (PR), Partido Social Cristão (PSC), Partido Social Democrático (PSD), Progressistas (PP), Partido Trabalhista Brasileiro (PTB), Partido Republicano da Ordem Social (PROS), Partido Trabalhista Cristão (PTC), Partido Social Liberal (PSL), Partido Humanista da Solidariedade (PHS), Partido Republicano Brasileiro (PRB), Partido da Mulher Brasileira (PMB), Democracia Cristã (DC), Patriota, Podemos e Avante. No primeiro turno, a chapa de Lúcio Vale alcançou a soma de 1.825.708 votos (o equivalente a 47,69% dos votos válidos), ficando em primeiro lugar e seguindo na disputa para o segundo turno. Na segunda etapa do pleito eleitoral, realizada em 28 de outubro de 2018, a chapa angariou 2.068.319 votos (o equivalente a 55,43% dos votos válidos) e venceu o segundo colocado Márcio Miranda, do Democratas.
Em abril de 2021, foi indicado pelo governador Helder Barbalho para o cargo de conselheiro do Tribunal de Contas dos Municípios do Estado do Pará (TCMPA), tomando posse no dia 26 de abril.

### Desempenho em eleições
| Ano  | Eleição          | Coligação                                                                                 | Partido | Candidato a      | Votos                                                          | %                                                      | Resultado |
| ---- | ---------------- | ----------------------------------------------------------------------------------------- | ------- | ---------------- | -------------------------------------------------------------- | ------------------------------------------------------ | --------- |
| 2006 | Estadual no Pará | Sem coligação                                                                             | PMDB    | Deputado federal | 57.768                                                         | 1,85                                                   | Eleito    |
| 2010 | Estadual no Pará | PT, PR, PP, PTB, PSC, PHS, PTN, PTdoB e PTC                                               | PR      | Deputado federal | 142.116                                                        | 4,15                                                   | Eleito    |
| 2014 | Estadual no Pará | PR, DEM, PHS, PROS, PC do B, PSL, PDT e PPL                                               | PR      | Deputado federal | 148.163                                                        | 3,94                                                   | Eleito    |
| 2018 | Estadual no Pará | MDB, PR, PSC, PSD, PP, PTB, PROS, PTC, PSL, PHS, PRB, PMB, DC, Patriota, Podemos e Avante | PR      | Vice-governador  | 1.825.708 (1º - Primeiro turno) 2.068.319 (1º - Segundo turno) | 47,69 (1º - Primeiro turno) 55,43 (1º - Segundo turno) | Eleito    |